# Matale (distrikt)

Mataledistriktet inom Sri Lanka.

Matale är ett av Sri Lankas 25 distrikt och som ligger i Centralprovinsen. Det har en area på 1 987 km². Distrikthuvudstaden är Matale.

## Galleri

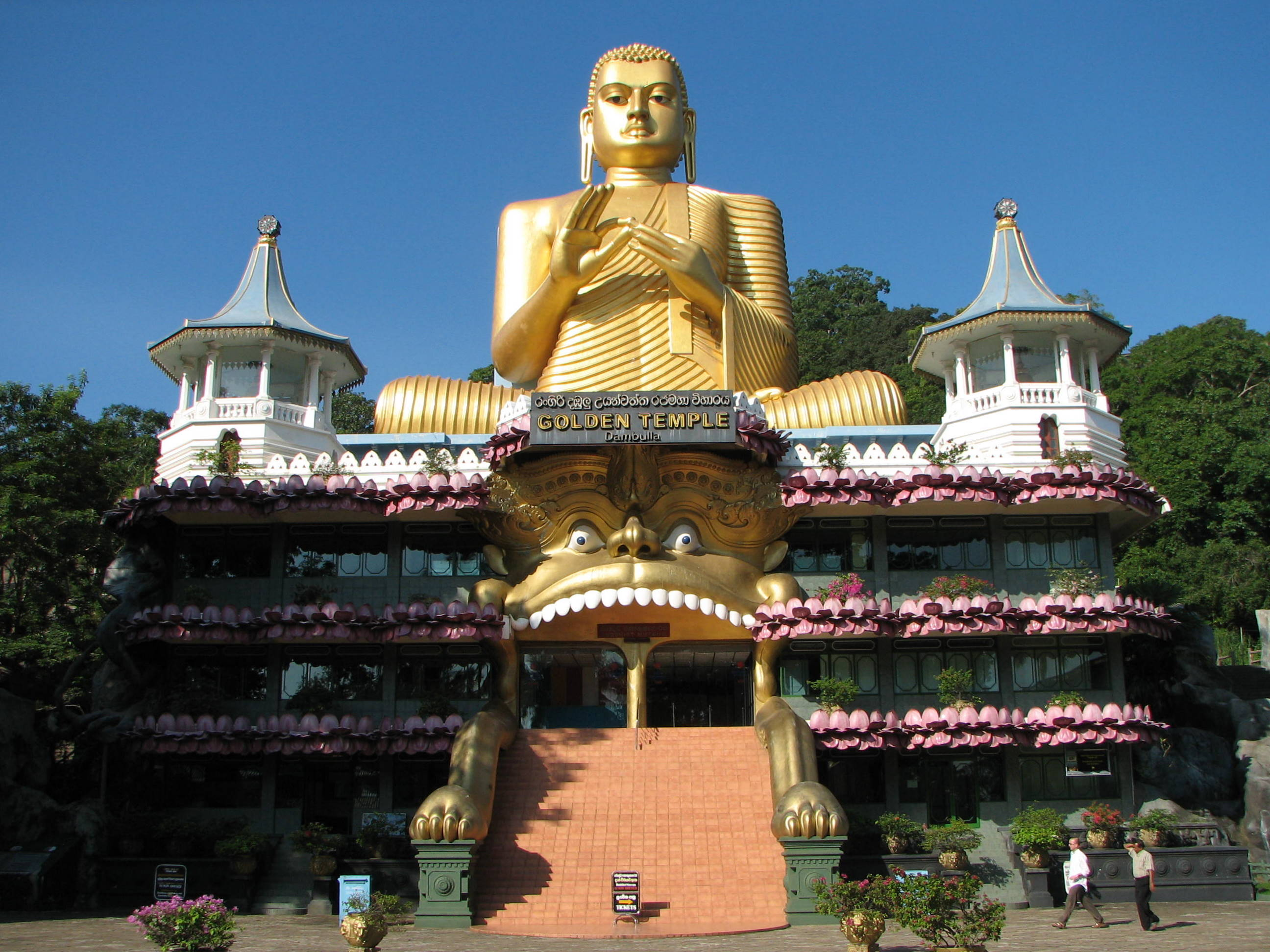
Gyllene templet i Dambulla
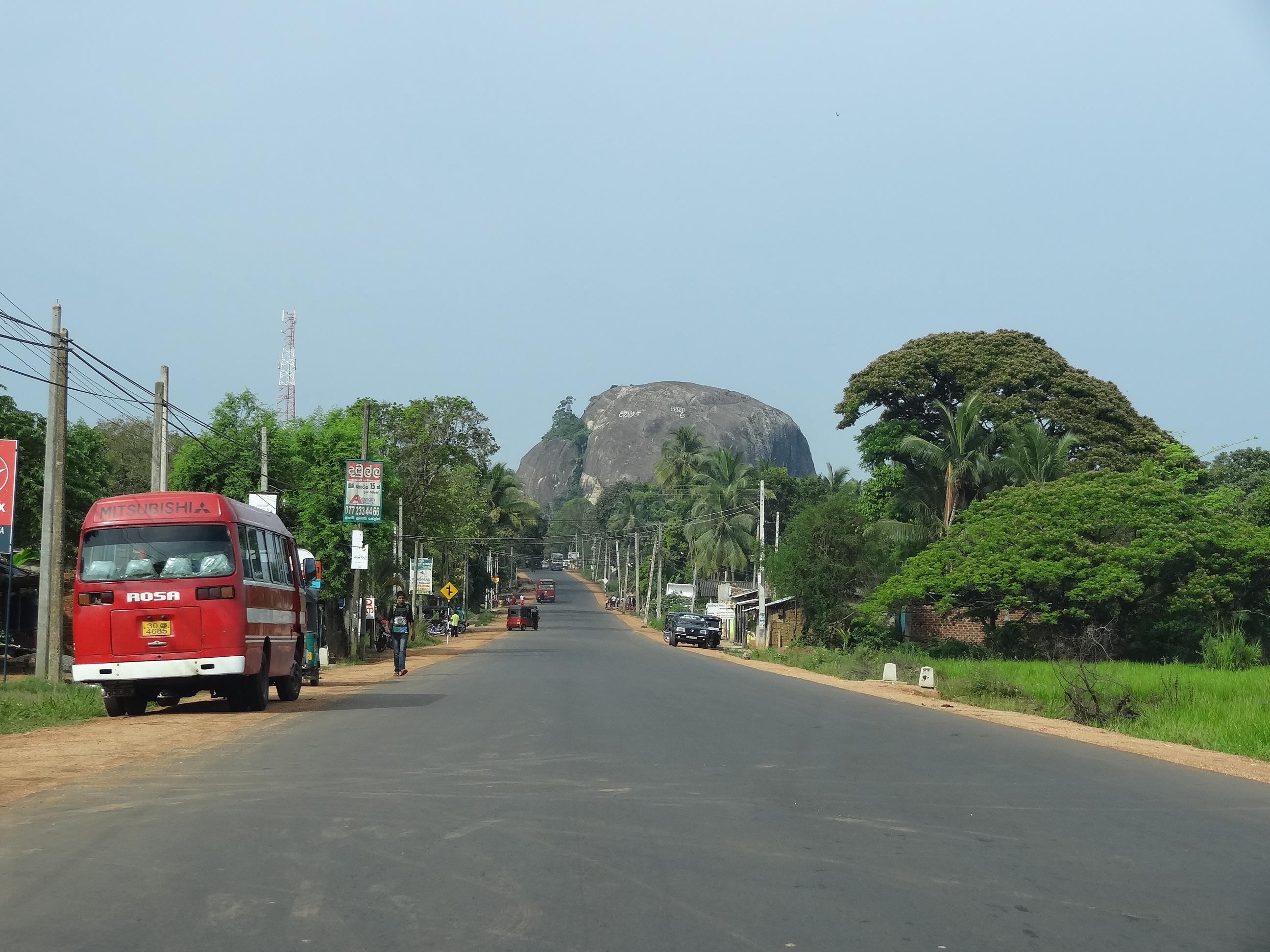
Kulle vid Dambulla
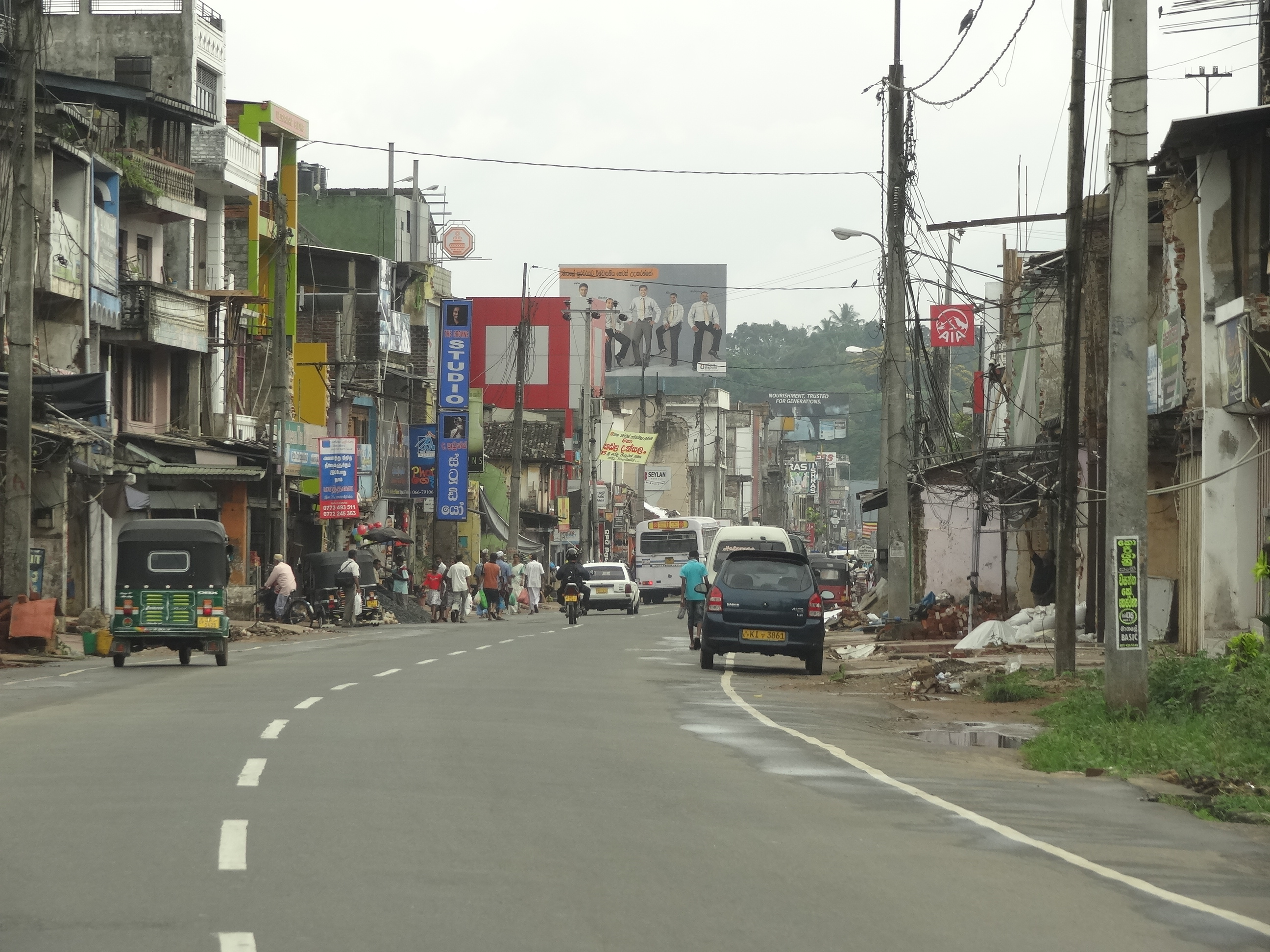
Staden Matale
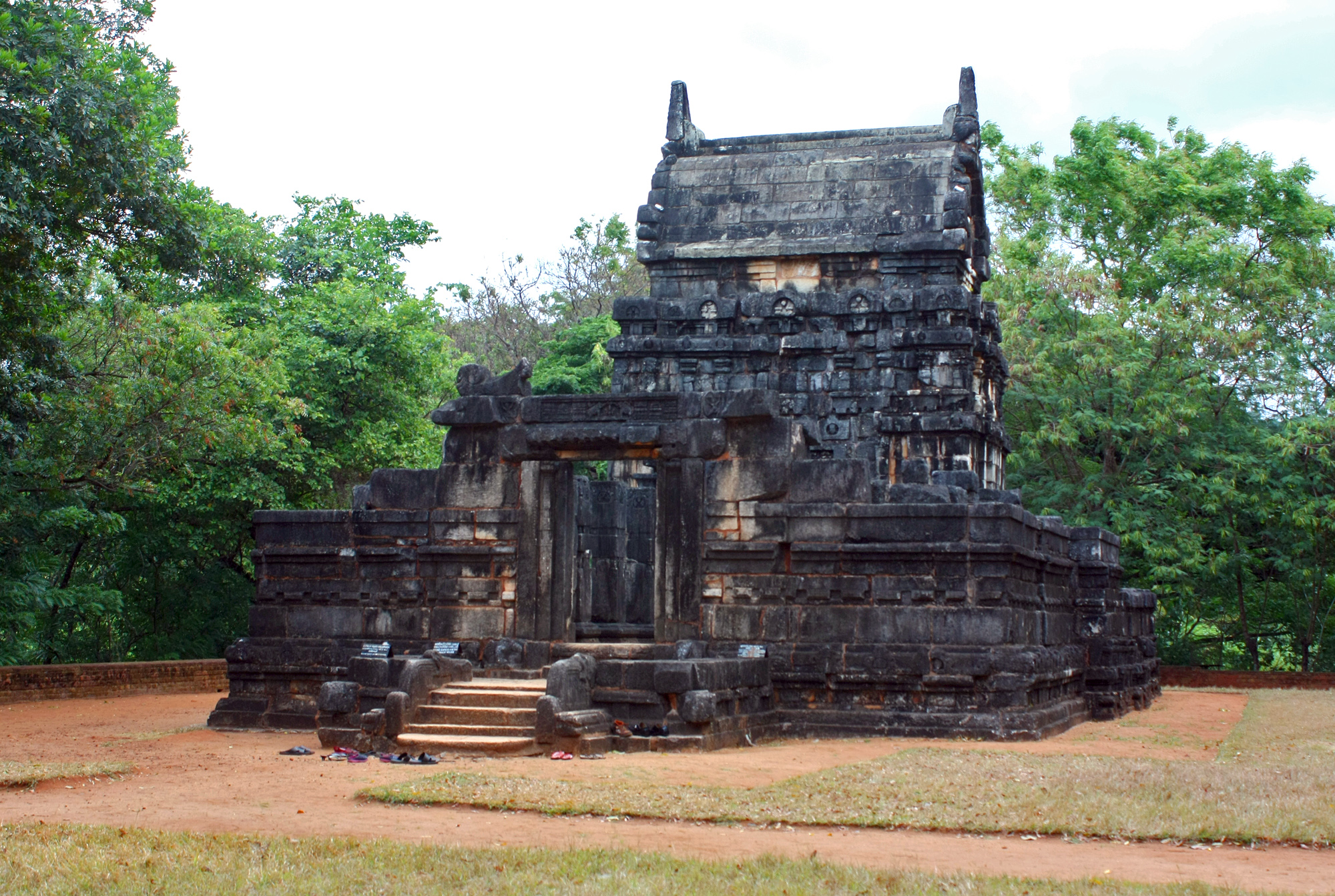
Nalanda Gedige
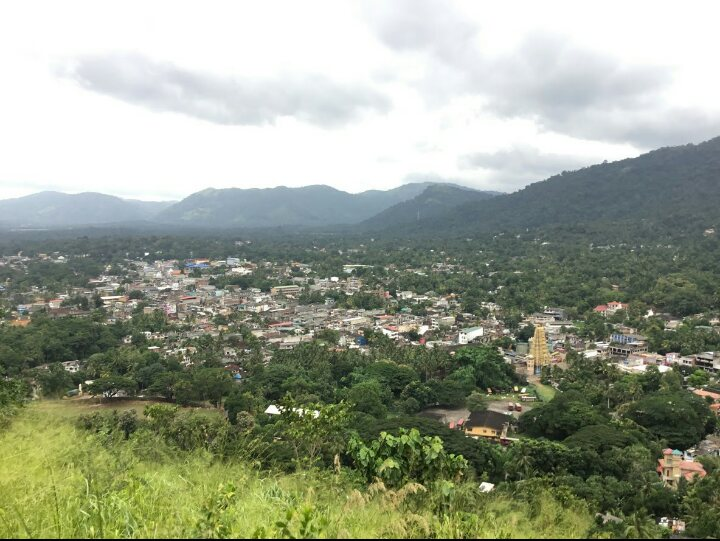
Utsikt över staden Matale